# Quiestède
Quiestède je francouzská obec v departementu Pas-de-Calais v regionu Hauts-de-France. V roce 2015 zde žilo 613 obyvatel.

## Poloha obce
Sousední obce jsou: Ecques, Heuringhem, Racquinghem a Roquetoire.

## Vývoj počtu obyvatel
Počet obyvatel